# 劳拉·奥普雷亚
劳拉·奥普雷亚（羅馬尼亞語：Laura Oprea，1994年2月19日—），罗马尼亚女子赛艇运动员。她曾代表罗马尼亚参加2016年夏季奥林匹克运动会赛艇比赛，获得女子八人单桨有舵手铜牌。